# Ginnie Crawford
Virginia (Ginnie) Crawford (geboren als:Virginia Powell) (7 september 1983) is een Amerikaanse atlete, die zich heeft gespecialiseerd in het hordelopen. Ze werd meervoudig Amerikaanse kampioene en won meerdere malen de universiteitskampioenschappen in deze discipline.

## Loopbaan
Powel studeerde aan de Rainier Beach in Seattle (2002) en het Southern California College (2006).
Bij de IAAF wereldbeker atletiek 2006 werd Powell derde op de 100 m horden in 12,90 s. Op 2 juni 2007 verbeterde ze haar PR-tijd op de Reebok Grand Prix in New York naar 12,45. Door een blessure kon ze zich niet goed voorbereiden voor de wereldkampioenschappen van 2007 in Osaka. Ze kwalificeerde zich wel voor de finale, maar werd daarin vijfde in 12,55.
Crawford trouwde in 2010 met collega-atleet Shawn Crawford.

## Titels
- Amerikaans kampioene 100 m horden - 2006, 2007
- Amerikaans indoorkampioene 60 m horden - 2010
- NCAA-kampioene 100 m horden - 2005, 2006
- NCAA-indoorkampioene 60 m horden - 2006

## Persoonlijke records
Outdoor
| Onderdeel    | Prestatie | Datum         | Plaats      |
| ------------ | --------- | ------------- | ----------- |
| 100 m        | 11,10 s   | 14 mei 2006   | Eugene      |
| 200 m        | 23,29 s   | 29 april 2006 | Los Angeles |
| 100 m horden | 12,45 s   | 2 juni 2007   | New York    |

Indoor
| Onderdeel   | Prestatie | Datum            | Plaats       |
| ----------- | --------- | ---------------- | ------------ |
| 60 m        | 7,21 s    | 10 maart 2006    | Fayetteville |
| 50 m horden | 6,85 s    | 5 maart 2010     | Liévin       |
| 55 m horden | 7,71 s    | 15 februari 2003 | Los Angeles  |
| 60 m horden | 7,84 s    | 10 maart 2006    | Fayetteville |

## Palmares

### 100 m horden
Kampioenschappen
- 1999: 8e WK jeugd - 14,01 s
- 2006:  Wereldbeker - 12,90 s
- 2007: 5e WK - 12,90 s

Golden League-podiumplekken
- 2006:  ISTAF – 12,72 s
- 2009:  Meeting Areva – 12,81 s

Diamond League-podiumplekken
- 2010:  Qatar Athletic Super Grand Prix – 12,70 s
- 2010:  Adidas Grand Prix – 12,63 s
- 2011:  British Grand Prix – 12,79 s
- 2012:  Meeting Areva – 12,59 s
- 2012:  London Grand Prix – 12,74 s
- 2012:  Athletissima – 12,64 s
- 2013:  Golden Gala – 12,90 s